# Ľuboš Bartečko
Ľuboš Bartečko (ur. 14 lipca 1976 w Kieżmarku) – słowacki hokeista, reprezentant Słowacji, trzykrotny olimpijczyk, trener.
Jego syn Dominik (ur. 2003) także został hokeistą.

## Kariera
- ŠKP PS Poprad (1993-1995)
- Chicoutimi Saguenéens (1995-1996)
- Drummondville Voltigeurs (1996-1997)
- Worcester IceCats (1997-2000)
  -  HK Poprad (1998)
- St. Louis Blues (1999-2001)
- Atlanta Thrashers (2001-2003)
- Sparta Praga (2003-2004)
- Dinamo Moskwa (2004-2005)
- HK Poprad (2005)
- Luleå (2005-2009)
  -  HK Poprad (2006)
  -  MHK Kežmarok (2007, 2008)
- SC Bern (2009-2010)
- Färjestad (2010)
- HK Poprad (2010)
- MODO (2010-2011)
- HC Lev Poprad (2011-2012)
- HC Lev Praga (2012-2013)
- Piráti Chomutov (2013-2014)
- HK Poprad (2014-2016)

Wychowanek TJ Tatran Poprad. W sezonie KHL (2011/2012) zawodnik HC Lev Poprad i kapitan drużyny. Od lipca 2012 roku zawodnik HC Lev Praga. Sezon KHL (2012/2013) zakończył przedwcześnie z powodu kontuzji. Po sezonie klub nie przedłużył z nim kontraktu. Od maja 2013 zawodnik Piráti Chomutov. W 2014 przeszedł do macierzystego klubu z Popradu, gdzie rozegrał jeszcze dwa sezony do 2016.
Uczestniczył w turniejach mistrzostw świata w 2000, 2002, 2004, 2005, 2009, 2011, zimowych igrzyskach olimpijskich 2002, 2006, 2010 oraz Pucharu Świata 2004.
W 2016 podjął pracę jako trener w USA.

## Sukcesy
Reprezentacyjne
- Srebrny medal mistrzostw świata: 2000
- Złoty medal mistrzostw świata: 2002

Klubowe
- Puchar Tatrzański: 1995 z ŠKP PS Poprad
- Mistrzostwo Dywizji NHL: 2000 z St. Louis Blues
- Presidents’ Trophy: 2000 z St. Louis Blues
- Brązowy medal mistrzostw Czech: 2004 ze Spartą Praga
- Złoty medal mistrzostw Rosji: 2005 z Dinamem Moskwa

Indywidualne
- Mistrzostwa Świata w Hokeju na Lodzie 2009/Elita: jeden z trzech najlepszych zawodników reprezentacji